# Čestice (district de Rychnov nad Kněžnou)
Pour les articles homonymes, voir Čestice.
Čestice (en allemand : Tschestitz) est une commune du district de Rychnov nad Kněžnou, dans la région de Hradec Králové, en République tchèque. Sa population s'élevait à 612 habitants en 2022.

## Géographie
Čestice se trouve à 5 km à l'ouest de Kostelec nad Orlicí, à 11 km au sud-ouest de Rychnov nad Kněžnou, à 25 km à l'est-sud-est de Hradec Králové et à 123 km à l'est de Prague.
La commune est limitée par Lípa nad Orlicí au nord-ouest, par Týniště nad Orlicí et Olešnice au nord, par Častolovice à l'est, par Kostelec nad Orlicí et Zdelov au sud, et par Žďár nad Orlicí à l'ouest.

## Histoire
La première mention écrite de la localité date de 1497.

## Administration
La commune se compose de deux sections :
- Čestice
- Častolovické Horky

## Transports
Par la route, Čestice se trouve à 5,5 km de Kostelec nad Orlicí, à 13 km de Rychnov nad Kněžnou, à 27 km de Hradec Králové et à 145 km de Prague. 